# La Joie de lire (maison d'édition)
Pour les articles homonymes, voir La Joie de lire.
La Joie de lire est une maison d'édition suisse, spécialisée en littérature jeunesse.
Créée en 1987, elle est installée à Genève.

## Historique
En 1937, Paul Robert fonde à Genève, place du Bourg-de-Four 38, la librairie de La joie de lire, une des premières librairies spécialisées en littérature pour la jeunesse d'Europe,.
Francine Bouchet prend la direction de la librairie en 1981,, met en place diverses activités pour les enfants et lance le prix Enfantaisie en 1987. Cette année-là, elle fonde les éditions La Joie de lire,,.
En 1991, la librairie est fermée au profit de l'activité éditoriale.
En 2019, la maison d'édition reçoit le prix ProLitteris.

## Les collections
- Albums
- Charles Ferdinand Ramuz
- Connus, méconnus
- Des mots sur le sentier
- Dialogues avec grand-père
- Imagiers
- Léopold Chauveau
- Les versatiles
- Livres-promenades
- Milton, de Haydé Ardalan
- Récits
- S. Corinna Bille, La petite bibliothèque de Corinna
- Somnambule
- De ville en ville
- Entre tes doigts
- Rétroviseur
- Encrage
- Hibouk

## Auteurs publiés
- Albertine
- Beatrice Alemagna
- Géraldine Alibeu
- Haydé Ardalan
- Adrienne Barman
- Rotraut Susanne Berner
- S. Corinna Bille
- Léopold Chauveau
- Fanny Dreyer
- Wolf Erlbruch
- Anne-Lise Grobéty[10]
- Blaise Hofmann
- Jan Marejko
- Romain Puértolas
- Charles-Ferdinand Ramuz
- Olivier Sillig